# Sociaal dier

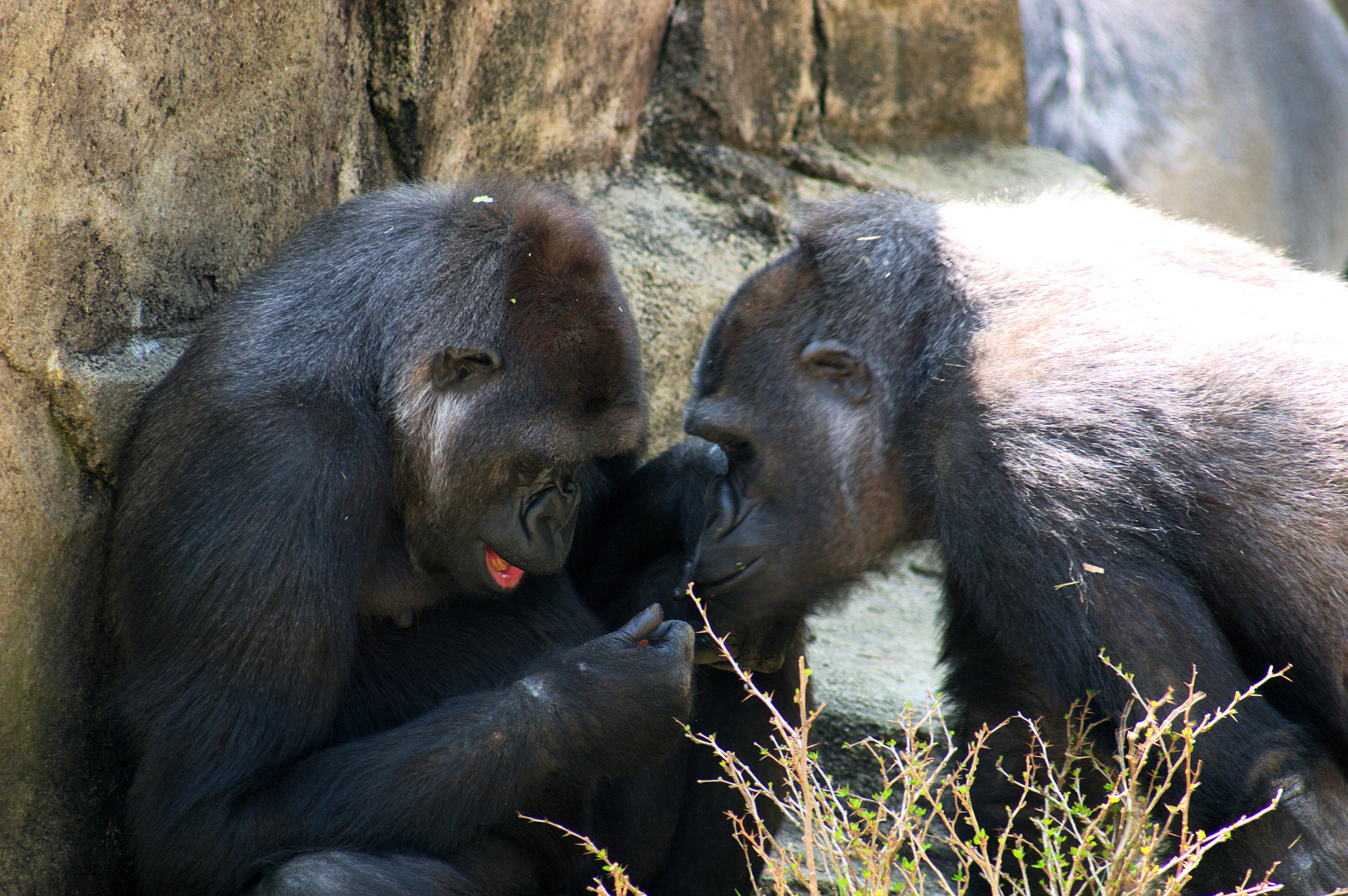
Gorilla's en andere hogere primaten leven in groepen met complexe sociale structuren

Sociale dieren zijn dieren die sterk met andere dieren interacteren; gewoonlijk doen zij dit met dieren binnen hun eigen groep. Dit kan zover gaan dat zo'n groep dieren een duidelijk herkenbare samenleving vormt. Veel dieren zijn in zoverre sociaal dat zij een binding tussen moeder en kind aangaan, en dat mannetjes en vrouwtjes specifieke vormen van interactie laten zien voordat zij tot de paring overgaan. 
De term 'sociaal dier' wordt meestal pas gebruikt wanneer er sprake is van een verdergaand niveau van sociale organisatie. Het gaat dan bijvoorbeeld om permanente groepen van volwassen dieren die langdurig samen leven, en waar binnen de groep duurzame relaties tussen individuen bestaan. Het bekendste voorbeeld van een sociaal dier is de gedomesticeerde hond. 
Bij sociale dieren kan het ontbreken van (voldoende) sociale interacties in hun jeugd schadelijk zijn voor de ontwikkeling van het individuele dier. Interacties met andere dieren zijn noodzakelijk om de benodigde emotionele stabiliteit en flexibiliteit te ontwikkelen die het dier voor de rest van zijn leven nodig heeft. 